# Viola villaquensis
Viola villaquensis är en violväxtart som beskrevs av Robert von Albkron Benz. Viola villaquensis ingår i släktet violer, och familjen violväxter. Inga underarter finns listade i Catalogue of Life.